# Lista Swadesha
Lista Swadesha – jeden z kilku wariantów listy podstawowego słownictwa, opracowanej na przełomie lat 40 i 50 przez Morrisa Swadesha, używanej dla celów leksykostatystycznych (ustalania stopnia pokrewieństwa języków) oraz glottochronologicznych (ustalania czasu „rozejścia się” języków). Metody te cieszyły się największą popularnością w latach 60 i 70. Istnieją dwie podstawowe wersje listy Swadesha, jedna obejmująca 100, druga 207 słów.
Opracowano wielojęzyczny słownik składujący dane na sposób listy Swadesha, Glosbe.com.

## Lista Swadesha dla języka angielskiego
1. I
2. you („ty”)
3. he
4. we
5. you („wy”)
6. they
7. this
8. that
9. here
10. there
11. who
12. what
13. where
14. when
15. how
16. not
17. all
18. many
19. some
20. few
21. other
22. one
23. two
24. three
25. four
26. five
27. big
28. long
29. wide
30. thick
31. heavy
32. small
33. short
34. narrow
35. thin
36. woman
37. man („mężczyzna”)
38. Man („człowiek”)
39. child
40. wife
41. husband
42. mother
43. father
44. animal
45. fish
46. bird
47. dog
48. louse
49. snake
50. worm
51. tree
52. forest
53. stick
54. fruit
55. seed
56. leaf
57. root
58. bark
59. flower
60. grass
61. rope
62. skin
63. meat
64. blood
65. bone
66. fat („tłuszcz”)
67. egg
68. horn
69. tail
70. feather
71. hair
72. head
73. ear
74. eye
75. nose
76. mouth
77. tooth
78. tongue
79. fingernail
80. foot
81. leg
82. knee
83. hand
84. wing
85. belly
86. guts
87. neck
88. back
89. breast
90. heart
91. liver
92. drink
93. eat
94. bite
95. suck
96. spit
97. vomit
98. blow
99. breathe
100. laugh
101. see
102. hear
103. know
104. think
105. smell
106. fear
107. sleep
108. live
109. die
110. kill
111. fight
112. hunt
113. hit
114. cut
115. split
116. stab
117. scratch
118. dig
119. swim
120. fly („latać”)
121. walk
122. come
123. lie
124. sit
125. stand
126. turn
127. fall
128. give
129. hold
130. squeeze
131. rub
132. wash
133. wipe
134. pull
135. push
136. throw
137. tie
138. sew
139. count
140. say
141. sing
142. play
143. float
144. flow
145. freeze
146. swell
147. sun
148. moon
149. star
150. water
151. rain
152. river
153. lake
154. sea
155. salt
156. stone
157. sand
158. dust
159. earth
160. cloud
161. fog
162. sky
163. wind
164. snow
165. ice
166. smoke
167. fire
168. ashes
169. burn
170. road
171. mountain
172. red
173. green
174. yellow
175. white
176. black
177. night
178. day
179. year
180. warm
181. cold
182. full
183. new
184. old
185. good
186. bad
187. rotten
188. dirty
189. straight
190. round
191. sharp
192. dull
193. smooth
194. wet
195. dry
196. correct
197. near
198. far
199. right
200. left
201. at
202. in
203. with
204. and
205. if
206. because
207. name

## Wersja skrócona listy Swadesha
Opracowana przez Sergeia Starostina; liczby odpowiadają numerom na pierwotnej liście Swadesha.

1. I
2. you („ty”)
7. this
11. who
12. what
22. one
23. two
45. fish
47. dog
48. louse
64. blood
65. bone
67. egg
68. horn
69. tail
73. ear
74. eye
75. nose
77. tooth
78. tongue
83. hand
103. know
109. die
128. give
147. sun
148. moon
150. water
155. salt
156. stone
163. wind
167. fire
179. year
182. full
183. new
207. name

## Lista obejmująca 100 słów
1. 22 *louse (42.8)
2. 12 *two (39.8)
3. 75 *water (37.4)
4. 39 *ear (37.2)
5. 61 *die (36.3)
6. 1 *I (35.9)
7. 53 *liver (35.7)
8. 40 *eye (35.4)
9. 48 *hand (34.9)
10. 58 *hear (33.8)
11. 23 *tree (33.6)
12. 19 *fish (33.4)
13. 100 *name (32.4)
14. 77 *stone (32.1)
15. 43 *tooth (30.7)
16. 51 *breasts (30.7)
17. 2 *you (30.6)
18. 85 *path (30.2)
19. 31 *bone (30.1)
20. 44 *tongue (30.1)
21. 28 *skin (29.6)
22. 92 *night (29.6)
23. 25 *leaf (29.4)
24. 76 rain (29.3)
25. 62 kill (29.2)
26. 30 *blood (29.0)
27. 34 *horn (28.8)
28. 18 *person (28.7)
29. 47 *knee (28.0)
30. 11 *one (27.4)
31. 41 *nose (27.3)
32. 95 *full (26.9)
33. 66 *come (26.8)
34. 74 *star (26.6)
35. 86 *mountain (26.2)
36. 82 *fire (25.7)
37. 3 *we (25.4)
38. 54 *drink (25.0)
39. 57 *see (24.7)
40. 27 bark (24.5)
41. 96 *new (24.3)
42. 21 *dog (24.2)
43. 72 *sun (24.2)
44. 64 fly (24.1)
45. 32 grease (23.4)
46. 73 moon (23.4)
47. 70 give (23.3)
48. 52 heart (23.2)
49. 36 feather (23.1)
50. 90 white (22.7)
51. 89 yellow (22.5)
52. 20 bird (21.8)
53. 38 head (21.7)
54. 79 earth (21.7)
55. 46 foot (21.6)
56. 91 black (21.6)
57. 42 mouth (21.5)
58. 88 green (21.1)
59. 60 sleep (21.0)
60. 7 what (20.7)
61. 26 root (20.5)
62. 45 claw (20.5)
63. 56 bite (20.5)
64. 83 ash (20.3)
65. 87 red (20.2)
66. 55 eat (20.0)
67. 33 egg (19.8)
68. 6 who (19.0)
69. 99 dry (18.9)
70. 37 hair (18.6)
71. 81 smoke (18.5)
72. 8 not (18.3)
73. 4 this (18.2)
74. 24 seed (18.2)
75. 16 woman (17.9)
76. 98 round (17.9)
77. 14 long (17.4)
78. 69 stand (17.1)
79. 97 good (16.9)
80. 17 man (16.7)
81. 94 cold (16.6)
82. 29 flesh (16.4)
83. 50 neck (16.0)
84. 71 say (16.0)
85. 84 burn (15.5)
86. 35 tail (14.9)
87. 78 sand (14.9)
88. 5 that (14.7)
89. 65 walk (14.4)
90. 68 sit (14.3)
91. 10 many (14.2)
92. 9 all (14.1)
93. 59 know (14.1)
94. 80 cloud (13.9)
95. 63 swim (13.6)
96. 49 belly (13.5)
97. 13 big (13.4)
98. 93 hot (11.6)
99. 67 lie (11.2)
100. 15 small (6.3)